# Liste der Stolpersteine in Hahnheim
Die Liste der Stolpersteine in Hahnheim enthält alle Stolpersteine, die im Rahmen des gleichnamigen Kunst-Projekts von Gunter Demnig in Hahnheim verlegt wurden. Mit ihnen soll der Opfer des Nationalsozialismus gedacht werden, die in Hahnheim lebten und wirkten.

## Verlegte Stolpersteine
| Adresse, Lage                   | Verlegedatum | Name, Inschrift                                                                        | Bild | Anmerkung |
| ------------------------------- | ------------ | -------------------------------------------------------------------------------------- | ---- | --------- |
| Untere Hauptstraße 2 (Standort) | 5. Sep. 2016 | HIER WOHNTE EMIL TRUM JG. 1876 GEDEMÜTIGT / ENTRECHTET TOT 12.10.1938                  |      |           |
| Untere Hauptstraße 2 (Standort) | 5. Sep. 2016 | HIER WOHNTE CONSTANZE TRUM GEB. MANN JG. 1887 DEPORTIERT 1942 ERMORDET IN SOBIBOR      |      |           |
| Untere Hauptstraße 2 (Standort) | 5. Sep. 2016 | HIER WOHNTE FRITZ JAKOB TRUM JG. 1909 FLUCHT 1934 USA TOT 1.2.1936 NEW YORK            |      |           |
| Untere Hauptstraße 8 (Standort) | 5. Sep. 2016 | HIER WOHNTE OTTO MANN JG. 1888 DEPORTIERT 1942 ERMORDET IN PIASKI                      |      |           |
| Untere Hauptstraße 8 (Standort) | 5. Sep. 2016 | HIER WOHNTE SELMA MANN GEB. SIMON JG. 1890 DEPORTIERT 1942 ERMORDET IM BESETZTEN POLEN |      |           |